# Абревіація (біологія)
Абревіа́ція (іт. абревіатура, лат. brevis — короткий) — втрата видом в ході його еволюції або особиною в процесі онтогенезу ознак чи фаз розвитку, які були присутні у предків. Скорочення циклу індивідуального розвитку органів або його частин відбувається за рахунок відсутності або випадання окремих стадій онтогенезу, що викликає недорозвиток або редукцію органів у нащадків. Супроводжується анаболією.
Приклади:
- зникнення у ссавців зябрових щілин в ході еволюції та заростання їх в процесі ембріонального розвитку особин;
- реукція хвоста у зародків людини.

Термін введений Б. С. Матвеєвим в 1930 році. А. Н. Северцов називав це явище негативною анаболією. За його твердженням абревіація відбувається в результаті випадання кінцевих формоутворюючих стадій онтогенезу і призводить до недорозвинення або редукції органів у нащадків.

## Джерала
- Реймерс Н. Ф. Основні біологічні поняття та терміни. — Москва:Просвіта, 1988